# Medea (Itália)
Medea é uma comuna italiana da região do Friuli-Venezia Giulia, província de Gorizia, com cerca de 937 habitantes. Estende-se por uma área de 7 km², tendo uma densidade populacional de 134 hab/km². Faz fronteira com Chiopris-Viscone (UD), Cormons, Mariano del Friuli, Romans d'Isonzo, San Vito al Torre (UD).

## Demografia
| Variação demográfica do município entre 1861 e 2011                               |
|                                                                                   |
| Fonte: Istituto Nazionale di Statistica (ISTAT) - Elaboração gráfica da Wikipedia |